# Shannon Boyd

a Compétitions nationales et continentales officielles uniquement.

b Matchs officiels uniquement.
Shannon Boyd, né le 9 septembre 1992 à Goulburn (Australie), est un joueur de rugby à XIII australien évoluant au poste de pilier. Il fait ses débuts en National Rugby League (« NRL ») avec les Raiders de Canberra lors de la saison 2014, franchise à laquelle il est toujours fidèle. Il a également revêtu le maillot de la sélection du « Country » lors du City vs Country Origin en 2016 et a été appelé en sélection d'Australie avec laquelle il participe au Tournoi des Quatre Nations 2016.

## Palmarès
- Collectif :
  - Vainqueur du Tournoi des Quatre Nations : 2016 (Australie).

### En club

#### Statistiques
| Saison | Club             | Compétition           | Matchs | Points | Essais | Goals | Drops |
| ------ | ---------------- | --------------------- | ------ | ------ | ------ | ----- | ----- |
| 2014   | Canberra Raiders | National Rugby League | 21     | 4      | 1      | 0     | 0     |
| 2015   | Canberra Raiders | National Rugby League | 20     | 20     | 5      | 0     | 0     |
| 2016   | Canberra Raiders | National Rugby League | 26     | 8      | 2      | 0     | 0     |
| Total  | Total            | Total                 | 67     | 32     | 8      | 0     | 0     |